# グルーオン場の強度テンソル
グルーオン場の強度テンソル（グルーオンばのきょうどテンソル、英: Gluon Field Strength Tensor）とは、量子色力学におけるテンソルである。

## 定義
量子色力学のラグランジアン密度、{\displaystyle {\mathcal {L}}=}{\bar {q(i\gamma ^{\mu }D_{\mu }-m)q-{1 \over 2}trF_{\mu \nu }F^{\mu \nu }}}
ここで、{\displaystyle F_{\mu \nu }}をグルーオン場の強度テンソルという。そして、グルーオン場の強度テンソルは、{\displaystyle F_{\mu \nu }={1 \over ig}[D_{\mu },D_{\nu }]=\partial _{\mu }A_{\mu }-\partial _{\nu }A_{\nu }+ig[A_{\mu },A_{\nu }]=(\partial _{\mu }A_{\nu }^{a}-\partial _{\nu }A_{\mu }^{a}-gf_{abc}A_{\mu }^{b}A_{\nu }^{c})t_{a}}である。